# アレーナ・ダス・ドゥーナス
アレーナ・ダス・ドゥーナス（Arena das Dunas）はブラジル・リオグランデ・ド・ノルテ州のナタールにあるスタジアム。2014 FIFAワールドカップの試合会場として使用された。地元アメリカFCのホームスタジアムとしても使われる予定。

## FIFAワールドカップ2014
| 日時          | 時間(UTC-3) | チーム#1 | 結果 | チーム#2       | ラウンド | 観衆   |
| ------------- | ----------- | -------- | ---- | -------------- | -------- | ------ |
| 2014年6月13日 | 13:00       | メキシコ | 1–0  | カメルーン     | Group A  | 39,216 |
| 2014年6月16日 | 19:00       | ガーナ   | 1–2  | アメリカ合衆国 | Group G  | 39,760 |
| 2014年6月19日 | 19:00       | 日本     | 0–0  | ギリシャ       | Group C  | 39,485 |
| 2014年6月24日 | 13:00       | イタリア | 0–1  | ウルグアイ     | Group D  | 39,706 |